# Ratlam
Ratlam é uma cidade e uma corporação municipal no distrito de Ratlam, no estado indiano de Madhya Pradesh.

## Geografia
Ratlam está localizada a 23° 19′ N, 75° 04′ L. Tem uma altitude média de 488 metros (1 601 pés).

## Demografia
Segundo o censo de 2001, Ratlam tinha uma população de 221 267 habitantes. Os indivíduos do sexo masculino constituem 52% da população e os do sexo feminino 48%. Ratlam tem uma taxa de literacia de 75%, superior à média nacional de 59,5%: a literacia no sexo masculino é de 80% e no sexo feminino é de 69%. Em Ratlam, 13% da população está abaixo dos 6 anos de idade.